# Julia Adrian
Julia Adrian (* 1991 in Bad Godesberg) ist eine deutsche Autorin im Bereich Fantasy. Sie wurde durch ihre dreibändige Märchenadaption Die Dreizehnte Fee bekannt.

## Leben
Adrian zog mit sechs Jahren von Bad Godesberg nach Butjadingen, wo sie 2011 auf der Zinzendorfschule im Ortsteil Tossens ihr Abitur absolvierte. Sie lebt mit ihren drei Kindern in Waddens und arbeitet dort unter Verwendung ihres Geburtsnamens als Autorin.

## Literarisches Wirken
2015 veröffentlichte Adrian ihren Debütroman Erwachen, der erste Band der Trilogie Die Dreizehnte Fee, in Selbstpublikation. Im gleichen Jahr wurde der zweite Band der Trilogie Entzaubert gemeinsam mit dem ersten Band im Drachenmond Verlag verlegt und erhielt den LovelyBooks Leserpreis Bronze in der Kategorie Fantasy & Science Fiction. Bis 2019 wurden über 50.000 Exemplare der Bände ihrer Trilogie verkauft.
Marlis Kleemann vom Weser Kurier charakterisierte ihren Debütroman als Jugendthriller. Adrian selbst ordnet ihre Trilogie als „Märchen für Erwachsene“.

## Werke (Auswahl)
- Die Dreizehnte Fee – Erwachen. Neuausgabe: Drachenmond Verlag, Leverkusen 2015, ISBN 978-3-95991-131-3.
- Die Dreizehnte Fee – Entzaubert. Drachenmond Verlag, Leverkusen 2015, ISBN 978-3-95991-132-0.
- Die Dreizehnte Fee – Entschlafen. Drachenmond Verlag, Leverkusen 2016, ISBN 978-3-95991-133-7.
- Winters zerbrechlicher Fluch. Drachenmond Verlag, Leverkusen 2019, ISBN 978-3-95991-244-0.
- Das Tagebuch der Jenna Blue. Drachenmond Verlag, Hürth 2021, ISBN 978-3-95991-305-8.

### In Anthologien
- In Hexenwäldern und Feentürmen – eine märchenhafte Anthologie. Hrsg. Christian Handel, Drachenmond Verlag, Leverkusen 2017, ISBN 978-3-95991-266-2.

## Auszeichnungen
- 2015: LovelyBooks Leserpreis Bronze in der Kategorie Fantasy & Science Fiction für Die Dreizehnte Fee – Entzaubert.